# ニコラ・コヴァチェフ
ニコラ・コヴァチェフ（Nikola Kovachev、ブルガリア語: Никола Ковачев、1934年6月4日 - 2009年11月26日）は、ブルガリアのブラゴエヴグラト州ブラゴエヴグラト出身のサッカー選手。引退後はサッカー監督を務めた。
ブルガリア代表にも選ばれており、チリで開催された1962 FIFAワールドカップに出場した。オリンピックでは1956年メルボルンオリンピックと1960年ローマオリンピックに出場しており、メルボルンオリンピックでは銅メダルを獲得している。
| スタブアイコン | サブスタブ | この項目は、まだ閲覧者の調べものの参照としては役立たない、サッカー選手に関連した書きかけの項目です。この項目を加筆・訂正などしてくださる協力者を求めています（P:サッカー/PJ:サッカー選手/PJ:女子サッカー）。 |